# Acacia bancroftiorum
Acacia bancroftiorum — вид квіткових рослин з родини бобових. Ареал: Австралія (Квінсленд).

## Екологія
Він зустрічається на кам'янистих схилах пагорбів у складі відкритих евкаліптових лісових угруповань, де він росте на неглибоких піщаних ґрунтах або іноді на глибокому алювію.

## Морфологічний опис
Струнке дерево або кущ зазвичай досягає висоти менше 6 метрів. Він має червоні або коричневі гілочки, які голі та сипучі.